# Radio 1476
Radio 1476 war ein Hörfunksender des ORF, der es verschiedenen Gruppen ermöglichte, ihre Programme auszustrahlen. Gesendet wurde bis Ende 2008 vom Sender Bisamberg, auf der Mittelwelle mit einer Frequenz von 1476 kHz, daher auch der Name der Station. Erweitert wurde das Programmangebot durch die Ausstrahlung verschiedener Programmelemente von Ö1 sowie einiger ORF-Eigenproduktionen.
Seit dem 29. März 2020 wird auf dieser Frequenz wieder gesendet. Es gibt in Bad Ischl einen 1-kW-Sender, der als Museumradio AM 1476 betrieben wird. Hauptprogrammpunkt ist dabei Pirnis Plattenkiste, die seit 2005 von ORF Radio Salzburg gesendet wurde. Das Programm wird per Internet verbreitet sowie über den Mittelwellen-Sender.

## Geschichte
1933 wurde der Sender Bisamberg mit 100 kW Leistung in Betrieb genommen und 1945 am Ende des Zweiten Weltkriegs von SS-Truppen wieder gesprengt. 1950 erfolgte eine provisorische Wiederinbetriebnahme des Senders mit 35 kW und 1959 die Inbetriebnahme der neuen Sendeanlage Bisamberg mit vier 120-kW-Sendern, bis 1975 ein 600-kW-Sender seinen Betrieb aufnahm.
Da der Kalte Krieg für beendet angesehen werden konnte, stellte der ORF 1994/1995 die Ausstrahlung auf der Mittelwelle ein.
Nur zwei Jahre später (1997) kam es zur Wiederaufnahme des Sendebetriebs mit den 120-kW-Sendern, allerdings mit einer eingeschränkten Sendeleistung von nur 60 kW. Gleichzeitig wurde das eigenständige Programm des Radio 1476 gestartet. Für die Aktion Nachbar in Not erfolgte 1999 die Einschaltung des 600-kW-Senders. 2000/2001 wurden die alten 120-kW-Sender durch einen neuen 100-kW-Transistorsender ersetzt.
Am 31. Dezember 2008 wurde der terrestrische Sendebetrieb eingestellt und durch das Webradio oe1campus ersetzt.

## Programmangebot
Ursprünglich, zum Start von Radio 1476 am 21. März 1997, bestand das Programm hauptsächlich aus Elementen von Ö1 und Radio Österreich International sowie den Sendungen verschiedener Radiomacher. Gesendet wurde täglich von 18:00 bis 00:08 Uhr.
Ab 3. Mai 1999 stand der Sender ganz im Zeichen von Nachbar in Not. Durch Wiederinbetriebnahme des 600-kW-Senders konnte man die Krisengebiete im vom Krieg betroffenen Jugoslawien mit Informationen versorgen.
Das Programm setzte sich aus mehreren Programmelementen zusammen:
- Ö1: Abendjournal, Nachtjournal, Mitternachtsjournal, sowie den ORF-Nachrichten und einiger anderen Sendungen
- Radio Afrika: Verschiedene Programmelemente des Projekts Radio Afrika aus Wien 16 bieten Service und Informationen für zugewanderte Menschen aus Afrika in Österreich und Europa
- Programme vieler verschiedener Radiomacher und Organisationen (z. B. Schülerradio, Radio Schöpfwerk, Freak Radio, Diesseits – Radiosendung von Studierenden der Katholischen Medien Akademie Wien)
- Fremdsprachige Programme:
- Programme für die an Österreich angrenzenden Staaten (auf Tschechisch, Slowakisch, Ungarisch)
- Programme für Österreichische Minderheiten und Volksgruppen (auf Romani, Kroatisch, Slowenisch)
- Nachrichten in Spanischer Sprache von Radio Österreich International
- Spezielle ORF-Eigenproduktionen:
- Volksmusiksendung, sowie die Sendung Wienerisch g’spielt